# Festival Cultural Zacatecas
El Festival Cultural Zacatecas se realiza durante las vacaciones de Semana Santa en la ciudad de Zacatecas, México. A lo largo de dos semanas la ciudad es escenario de esta fiesta que celebra el arte y la cultura donde artistas nacionales e internacionales ofrecen espectáculos de música, danza, cine, pintura, literatura y teatro.

## Historia
En el año de 1987 se celebró por primera vez en la ciudad de Zacatecas el "Festival: Zacatecas en la Cultura", primer nombre de esta celebración que tiene como objetivo brindar una experiencia más amplia a los turistas de México y el mundo cuando visiten la ciudad.
En aquel tiempo, era necesario crear más alternativas de esparcimiento para los turistas que visitaran la ciudad en la semana mayor, aunque en un principio solo se usaban las instalaciones del Teatro "Fernando Calderon", los asistentes al festival comenzaron a exigir más eventos, artistas y escenarios.
Posteriormente, en el año de 1993 se cambió el nombre del festival a: "Festival Cultural Zacatecas", desde entonces, el Gobierno del Estado se ha preocupado por ir ampliando cada vez el programa para esta celebración.
Han participado personalidades tales como: Maluma, Armando Manzanero, Bob Dylan, Gloria Gaynor, Electric Light Orchestra, Il Balleto Di Bronzo, Alberto Cortés, Tania Libertad,  David Bisbal, Lila Downs, Gipsy Kings, Capital Cities, Luz Casal, Willy Chirino, Raúl Di Blasio, Dionne Warwick, Emmanuel, Vikki Carr,  KC & The Sunshine Band. entre otros.
Algunos incluso han repetido sus presentaciones en más ediciones del festival, como la banda de rock mexicano Jaguares.
También son ya tradicionales los conciertos de Jazz, los ciclos de Guitarra Clásica y Música de Cámara.
Además de la música, durante este festival también se pueden encontrar exposiciones de pintura, fotografía, fílmicas, esculturas, al igual que presentaciones de libros y revistas de escritores locales y nacionales, foros y talleres académicos entre muchas actividades más.
Los principales foros del festival son: Plaza de Armas, donde se presentan los artistas y grupos más fuertes que atraen a mucho público;  Teatro Fernando Calderón, done se presentan algunos conciertos de cámara, danza y obras de teatro nacionales; Plaza Goitia, donde generalmente hay conciertos de trova; Teatro Ramón López Velarde donde generalmente hay espectáculos de danza y obras de teatro comerciales nacionales.
En el teatro del IMSS se presentan obras de teatro de agrupaciones zacatecanas, en tanto que en los diversos museos de la ciudad se realizan exposiciones de pintura, escultura y fotografía. La música sacra también se hace notar y generalmente se realizan conciertos en templos como la Catedral de Zacatecas, Templo de Fátima, Templo de Santo Domingo, entre otros.